# ハビエル・ポルティージョ
ハビエル・ガルシア・ポルティージョ（Javier García Portillo、1982年3月30日 - ）は、スペイン・マドリード出身の元サッカー選手。ポジションはフォワード。現在は、エルクレスCFスポーツディレクター。

## 経歴

### クラブ
1994年、12歳の時にレアル・マドリードの下部組織に入団すると、下部組織での7シーズンで豊かな得点力をみせつけて150得点以上を記録し、ラウル・ゴンサレスが保持していた記録を打ち破った。2002年には初めてプロ契約（2007年まで）を交わし、違約金は3500万ユーロに設定された。同年10月6日、デポルティーボ・アラベス戦 (5-2) でトップチームデビューし、2002-03シーズンのリーグ戦は10試合の出場ながら5得点を挙げた。同シーズンのUEFAチャンピオンズリーグでは、2次リーグのボルシア・ドルトムント戦でロスタイムに同点ゴールを決めたが、結果的にはこの1点が敗退と準々決勝進出を分けた。
2004年7月、イタリア・セリエAのACFフィオレンティーナにレンタル移籍したが、2004-05シーズン前半戦は11試合出場で1得点を挙げるに留まり、ヴァンデルレイ・ルシェンブルゴ監督の就任にともなって2005年1月にレアル・マドリードに復帰した。しかし、2005年夏にはルシェンブルゴ監督に余剰戦力とみなされ、ベルギー・ジュピラーリーグのクラブ・ブルッヘにレンタル移籍すると、8得点を挙げてスペインに復帰した。2006年夏にはファビオ・カペッロ監督が就任し、ラウル、アントニオ・カッサーノ、ロナウドに加えてルート・ファン・ニステルローイが加入したために居場所をなくし、レアル・マドリードとの契約を解除してプリメーラ・ディビシオン（1部）に昇格したばかりのジムナスティック・タラゴナと2年契約を結んだ。
2006-07シーズンは自己最多の11得点を記録し、個人的には成功をおさめたが、チームはセグンダ・ディビシオン（2部）降格となった。2007年夏、ロベルト・ソルダードがレアル・マドリードにレンタルバックしたことで代役を探していたCAオサスナに移籍した。2007-08シーズンと2008-09シーズンはチームが主に1トップを採用したために出場機会が限られ、2シーズン合わせて3得点に終わった。2007年11月25日のRCDエスパニョール戦 (1-2) で移籍後初得点したが、2008年5月8日のRCDマジョルカ戦 (1-2) 、2008年9月20日のRCDマジョルカ戦 (1-1) のいずれも得点が勝利に結びつかなかった。
2009-10シーズン前半戦はホセ・アントニオ・カマーチョ監督によって4番手か5番手のフォワードに位置づけられていたため、2010年1月、セグンダ・ディビシオン（2部）のエルクレスCFにシーズン終了までの契約で移籍した。チームに適応するのに数試合が必要であったが、レギュラーポジションを獲得し、シーズン最終節のレアル・ウニオン戦 (2-0) では重要な得点を決め、13シーズンぶりのプリメーラ・ディビシオン返り咲きを果たした。2010年夏にフランス代表のダビド・トレゼゲとパラグアイ代表のネルソン・バルデスが加入したため、2010-11シーズンは控えに降格した。両者が負傷か出場停止となった場合のみ先発出場し、公式戦を通じてわずか2得点しか挙げられなかった。そのうちの1点は2011年4月3日のレアル・ソシエダ戦 (3-1) で挙げている。チームはセグンダ・ディビシオン降格に終わった。降格を受け、UDラス・パルマスに移籍、再びエルクレスに戻った後、2015-16シーズンをもって現役引退。
現役引退後は、最終所属先であったエルクレスのフロントに入り、スポーツディレクターに就任。

### 代表
レアル・マドリードのトップチームに昇格してすぐの2002年から2003年にかけてU-21スペイン代表に選出され、10試合に出場して5得点を挙げた。

## タイトル
レアル・マドリード
- UEFAチャンピオンズリーグ : 2001-02
- インターコンチネンタルカップ : 2002
- UEFAスーパーカップ : 2002
- リーガ・エスパニョーラ : 2002-03
- スーペルコパ・デ・エスパーニャ : 2003

## 個人成績
| クラブ成績 | クラブ成績                 | クラブ成績         | リーグ | リーグ | カップ     | カップ     | リーグ杯 | リーグ杯 | 国際大会   | 国際大会   | 通算 | 通算 |
| シーズン   | クラブ                     | リーグ             | 出場   | 得点   | 出場       | 得点       | 出場     | 得点     | 出場       | 得点       | 出場 | 得点 |
| スペイン   | スペイン                   | スペイン           | リーグ | リーグ | 国王杯     | 国王杯     | リーグ杯 | リーグ杯 | ヨーロッパ | ヨーロッパ | 通算 | 通算 |
| ---------- | -------------------------- | ------------------ | ------ | ------ | ---------- | ---------- | -------- | -------- | ---------- | ---------- | ---- | ---- |
| 2001-02    | レアル・マドリード         | ラ・リーガ         | -      | -      | -          | -          | -        | -        | 1          | 1          | 1    | 1    |
| 2002-03    | レアル・マドリード         | ラ・リーガ         | 10     | 5      | 6          | 8          | -        | -        | 7          | 1          | 23   | 14   |
| 2003-04    | レアル・マドリード         | ラ・リーガ         | 18     | 1      | 7          | 1          | -        | -        | 4          | 0          | 29   | 2    |
| イタリア   | イタリア                   | イタリア           | リーグ | リーグ | イタリア杯 | イタリア杯 | リーグ杯 | リーグ杯 | ヨーロッパ | ヨーロッパ | 通算 | 通算 |
| 2004-05    | ACFフィオレンティーナ      | セリエA            | 11     | 1      | 7          | 3          | -        | -        | -          | -          | 18   | 4    |
| スペイン   | スペイン                   | スペイン           | リーグ | リーグ | 国王杯     | 国王杯     | リーグ杯 | リーグ杯 | ヨーロッパ | ヨーロッパ | 通算 | 通算 |
| 2004-05    | レアル・マドリード         | ラ・リーガ         | 3      | 0      | 1          | 0          | -        | -        | -          | -          | 4    | 0    |
| ベルギー   | ベルギー                   | ベルギー           | リーグ | リーグ | ベルギー杯 | ベルギー杯 | リーグ杯 | リーグ杯 | ヨーロッパ | ヨーロッパ | 通算 | 通算 |
| 2005-06    | クラブ・ブルッヘ           | ジュピラー・リーグ | 24     | 8      | -          | -          |          |          | 8          | 3          |      |      |
| スペイン   | スペイン                   | スペイン           | リーグ | リーグ | 国王杯     | 国王杯     | リーグ杯 | リーグ杯 | ヨーロッパ | ヨーロッパ | 通算 | 通算 |
| 2006-07    | ジムナスティック・タラゴナ | ラ・リーガ         | 34     | 11     | 2          | 1          | -        | -        | -          | -          | 36   | 12   |
| 2007-08    | CAオサスナ                 | ラ・リーガ         | 18     | 2      | 2          | 0          | -        | -        | -          | -          | 20   | 0    |
| 2008-09    | CAオサスナ                 | ラ・リーガ         | 20     | 1      |            |            |          |          |            |            |      |      |
| 通算       | スペイン                   | スペイン           | 84     | 20     | 18         | 10         | -        | -        | 12         | 2          | 114  | 32   |
| 通算       | イタリア                   | イタリア           | 11     | 1      | 7          | 3          | -        | -        | -          | -          | 18   | 4    |
| 通算       | ベルギー                   | ベルギー           | 24     | 8      | -          | -          |          |          | 8          | 3          | 32   | 11   |
| 総通算     | 総通算                     | 総通算             | 119    | 29     | 25         | 13         |          |          | 20         | 5          |      |      |